# Eucalyptus recurva
Eucalyptus recurva är en myrtenväxtart som beskrevs av M.D. Crisp. Eucalyptus recurva ingår i släktet Eucalyptus och familjen myrtenväxter. IUCN kategoriserar arten globalt som akut hotad. Inga underarter finns listade i Catalogue of Life.